# Wama Hagalo
Wama Hagalo est un woreda de l'ouest de l'Éthiopie situé dans la zone Misraq Welega de la région Oromia. Il compte 49 103 habitants en 2007 et reprend la partie ouest de l'ancien woreda Wama Bonaya. 
Le nom du woreda peut s'écrire Wama Hagalo ou Wama Hagelo.
Son centre administratif est Mote[réf. souhaitée].
Limitrophe de la zone Jimma au sud, il est bordé dans la zone Misraq Welega par Wayu Tuka et Sibu Sire au nord, Bonaya Boshe à l'est, et Nunu Kumba à l'ouest. 
Le recensement national de 2007 fait état d'une population de 49 103 habitants pour ce woreda entièrement rural. La majorité des habitants (61 %) sont protestants, 23 % sont musulmans et 15 % sont orthodoxes.
En 2022, sa population est estimée à 68 646 personnes avec une densité de population de 111 personnes par km2 et 621 km2 de superficie.